# Oval (stacja metra)
Oval - stacja metra londyńskiego położona w dzielnicy Lambeth. Leży na trasie Northern Line. Została oddana do użytku w 1890 roku. Swoją nazwę bierze od słynnego stadionu do krykieta, dla którego jest najbliższą stacją. Obecnie korzysta z niej rocznie ok. 6 mln pasażerów. Należy do drugiej strefy biletowej.